# Georg Schweikard von Gemmingen
Georg Schweikard von Gemmingen (* 1611; † 19. März 1681) war Grundherr in Presteneck.

## Leben
Georg entstammte dem Zweig Bürg-Presteneck der Freiherren von Gemmingen und war ein Sohn des würzburgischen Amtmanns Eberhard von Gemmingen († 1635) und der Maria Agatha von Venningen. Aus dem Erbe des Vaters fiel ihm Presteneck zu, wo er im Dreißigjährigen Krieg ausgeplündert wurde und großen Schaden nahm. 1644 erwarb er die Mühle in Degmarn für 400 Gulden. 1666 bat er aus Finanznot aufgrund von Hagelschaden und anderen Widrigkeiten den Ritterkanton Odenwald um die Erstattung von Reisekosten, die seinen beiden ältesten Söhnen auf dem Weg zu ihren Kompanien in Frankreich entstanden. Er wurde wohl in der von seinem Vater erbauten Kirche in Bürg bestattet, wo er auf dem Grabmal seines Sohns Albrecht Christoph (1647–1681) mit verzeichnet ist.

## Familie
Er war ab 1630 mit Barbara Sibylla Senft von Sulburg († 1650) verheiratet. Zwanzig Jahre nach deren Tod heiratete er 1670 Margaretha Magdalena von Ellrichshausen. Aus der ersten Ehe sind elf Kinder verzeichnet, von denen jedoch die meisten bereits im Kindesalter verstarben. Seine zu Jahren gekommenen Söhne hinterließen keine weiteren Nachkommen.
Nachkommen:
- Anna Maria (* 1634) ⚭ Johann Ulrich von Helmstatt
- Wolf Christoph (* 1637)
- Johann Heinrich († 1638)
- Johann Adam (*/† 1641)
- Eva Maria († 1642)
- Georg Christoph (* 1644)
- Eberhard Weirich (1645–1670)
- Albrecht Christoph (1647–1681)
- Albrecht Christoph (1648–1700) ⚭ Maria Juliana von Sternenfels (1651–1717), keine Nachkommen
- Maria Sibylla (*/† 1650)
- Clara Margaretha (1654–1655)